# Hampala
Hampala is een geslacht van straalvinnige vissen uit de familie van karpers (Cyprinidae).

## Soorten
- Hampala ampalong (Bleeker, 1852)
- Hampala bimaculata (Popta, 1905)
- Hampala dispar Smith, 1934
- Hampala lopezi Herre, 1924
- Hampala macrolepidota Kuhl & Van Hasselt, 1823
- Hampala sabana Inger & Chin, 1962
- Hampala salweenensis Doi & Taki, 1994